# Drosophila spinatermina
Drosophila spinatermina är en tvåvingeart som beskrevs av Heed och William Morton Wheeler 1957.

## Taxonomi och släktskap
Drosophila spinatermina ingår i släktet Drosophila och familjen daggflugor.

## Utbredning
Artens utbredningsområde är Trinidad.